# Danuta Kwiatkowska
Danuta Kwiatkowska (ur. 31 lipca 1924 w Warszawie, zm. 2 kwietnia 2015 tamże) – polska aktorka teatralna, radiowa i telewizyjna.

## Życiorys
Córka Feliksa. W 1947 ukończyła studia w Państwowej Szkole Dramatycznej w Krakowie. Debiutowała w 1946 rolą Haneczki w „Weselu” Stanisława Wyspiańskiego na scenie Teatru im. Juliusza Słowackiego w Krakowie, w którym występowała w sezonie 1946/1947. W latach 1947–1956 występowała w Teatrze Śląskim w Katowicach, od 1959 w Teatrze Polskim, a od roku 1960 Dramatycznym w Warszawie. Karierę zakończyła w 1963.
W 1953 została odznaczona Złotym Krzyżem Zasługi.
Danuta Kwiatkowska była pierwszą żoną Gustawa Holoubka. Została pochowana na cmentarzu w Katowicach.

## Role teatralne
- 1946: Wesele – Haneczka
- 1947: Odys u Feaków – Kamma
- 1947: Dewaluacja Klary – Klara
- 1947: Sen nocy letniej – Tytania
- 1947: Cud mniemany, czyli Krakowiacy i Górale
- 1947: Jegor Bułyczow i inni – Antonina
- 1948: Pastorałka
- 1948: Bankierzy ruin – Ewa
- 1948: Dobrze
- 1949: Makar Dubrowa – Hala
- 1950: Balladyna – Balladyna
- 1952: Grzech – Anna Jaskrowiczówna
- 1952: Starosta Jan Grudczyński – Jadwiga
- 1954: Dom lalki (Nora) – Nora
- 1955: Wielka wystawa – Elli
- 1956: Tragedia florencka – Bianca
- 1959: Złota wieża – Helena
- 1959: Głupi Jakub – Hania
- 1960: Diabeł i Pan Bóg – Hilda
- 1962: Płatonow – Anna Wojnicew
- 1962: Hamlet – Gertruda
- 1963: Zjazd rodzinny – Amy, lady Monchensey

Źródło: Encyklopedia Teatru.

## Teatr Polskiego Radia
- 1955: Ondraszek – Barbara
- 1955: Pieśń o Marku Prawym
- 1959: Wieczór na Zanzibarze

Źródło: Encyklopedia Teatru.

## Filmografia
- 1961: Niemcy – Liesel[1][4]